# Brasserie d'Achouffe
A Brasserie d'Achouffe é uma cervejaria belga localizada em Achouffe. Foi fundada em 1982 pelos dois cunhados Pierre Gobron and Christian Bauweraerts, como um hobby. Em setembro de 2006 a cervejaria foi comprada pelo grupo Duvel Moortgat.

## Produtos

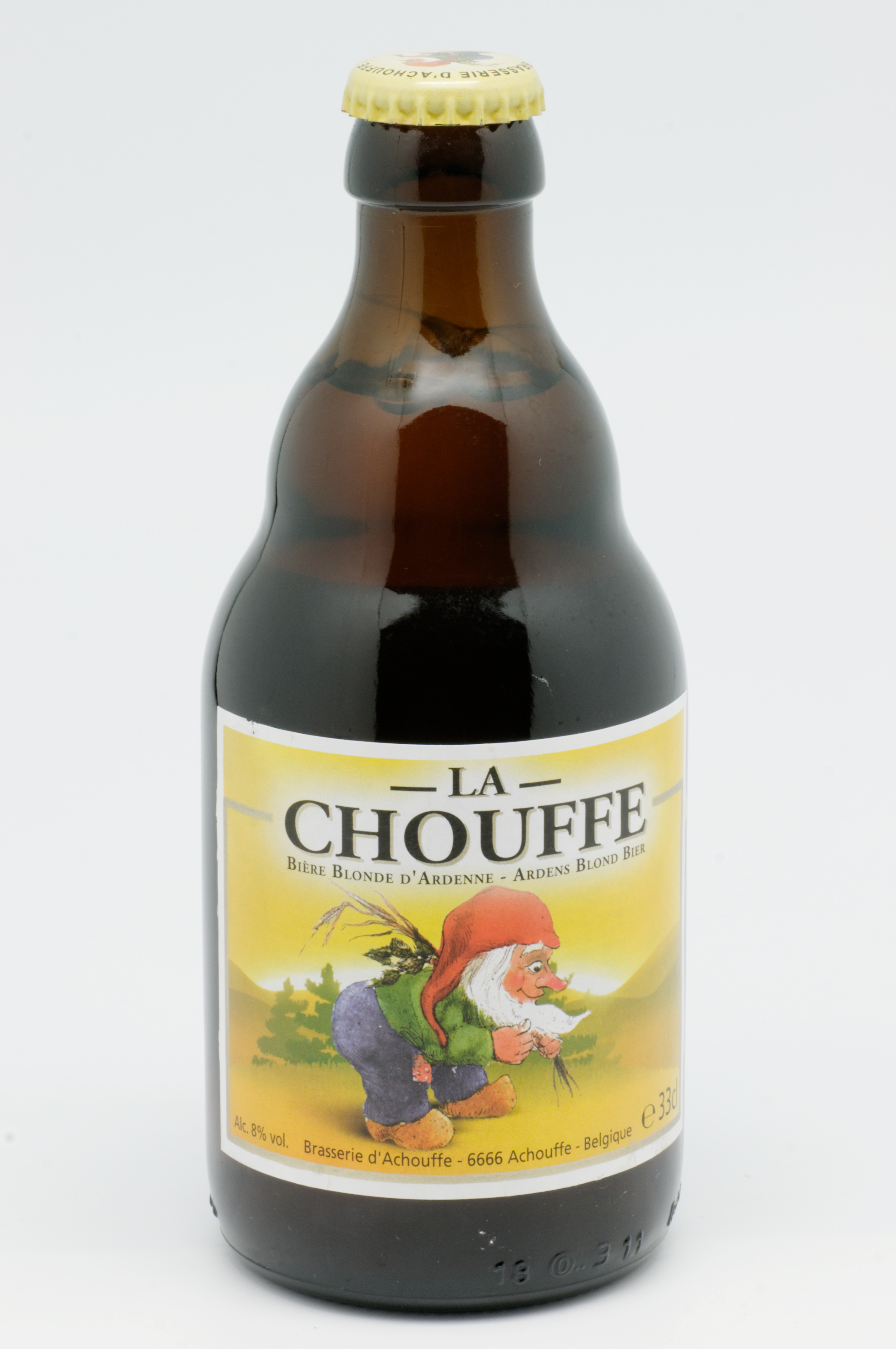
La Chouffe

A Brasserie d'Achouffe produz várias cervejas diferentes, incluindo:
- La Chouffe, uma cerveja do tipo blond (8% ABV).
- Mc Chouffe, uma cerveja do tipo Scotch ale (8.0% ABV.
- Houblon Chouffe, uma ale bem lupulada (triple beer, 9% ABV), descrita como um casamento entre uma imperial IPA e uma tripel belga.
- N'Ice Chouffe, uma cerveja de inverno (10% ABV).